# Грошовий голод
Грошовий «голод» — нестача готівкової валюти в країні під час кредитно-грошових криз та в умовах стагнуючої економіки (економіка, що перебуває у стадії депресії).; один із проявів надмірного знецінення грошей на стадії гіперінфляції.
Проявляється в тому, що, незважаючи на максимально можливе зростання готівкової емісії, кредитно-фінансові установи відчувають гостру нестачу готівки для задоволення потреби в ній своїх клієнтів. Причиною цього явища є випереджаюче зростання цін і знецінення грошей порівняно із зростанням емісії.
Людвіг фон Мізес один з основоположників Австрійської школи економіки  писав : "Знецінення грошей завжди спричиняється інфляційною політикою, а не «економічними умовами». Зло має філософський характер".
В Україні грошовий «голод» спостерігався в 1995-1999 рр.